# Byron (Califòrnia)
Byron és una concentració de població designada pel cens dels Estats Units a l'estat de Califòrnia. Segons el cens del 2000 tenia 916 habitants.

## Demografia
Segons el cens del 2000, Byron tenia 916 habitants, 286 habitatges, i 203 famílies. La densitat de població era de 139,2 habitants per km².
Dels 286 habitatges en un 36,4% hi vivien nens de menys de 18 anys, en un 53,8% hi vivien parelles casades, en un 11,5% dones solteres, i en un 28,7% no eren unitats familiars. En el 22% dels habitatges hi vivien persones soles el 9,8% de les quals corresponia a persones de 65 anys o més que vivien soles. El nombre mitjà de persones vivint en cada habitatge era de 2,85 i el nombre mitjà de persones que vivien en cada família era de 3,36.
Per edats la població es repartia de la següent manera: un 35% tenia menys de 18 anys, un 9,1% entre 18 i 24, un 28,2% entre 25 i 44, un 18,8% de 45 a 60 i un 9% 65 anys o més.
L'edat mediana era de 31 anys. Per cada 100 dones de 18 o més anys hi havia 105,2 homes.
La renda mediana per habitatge era de 35.938 $ i la renda mediana per família de 44.306 $. Els homes tenien una renda mediana de 42.639 $ mentre que les dones 28.889 $. La renda per capita de la població era de 21.231 $. Entorn del 15,6% de les famílies i el 14,9% de la població estaven per davall del llindar de pobresa.

## Poblacions més properes
El següent diagrama mostra les poblacions més properes.